# Людевіт Юрак
Людевіт Юрак (6 жовтня 1881 р., Залуг, Хум-на-Сутлі,  — 9 червня 1945 р., Загреб) — хорватський патологоанатом і судовий медик. Вважається засновником медичної патологічної анатомії людини та ветеринарної патологічної анатомії в Хорватії. Страчений за участь у розслідуванні більшовицьких розстрілів у Вінниці.

## Біографія
Людевіт Юрак народився в селі Залуг поблизу Хума на Сутлі в 1881 році від батька Степана та матері Амалії (уродженої Проґельгофер). Він відвідував класичну гімназію в Загребі, яку закінчив у 1902 році. Закінчив медичне навчання в Інсбруку в 1910 році. Закінчивши навчання, він залишився працювати в Інсбруку асистентом кафедри патологічної анатомії. У 1913 році в Загребі було створено Прозектуру, яку Людевіт Юрак взяв на себе та керував нею до кінця життя. У 1921 році він став професором загальної патології та патологічної анатомії на новоствореному факультеті ветеринарної медицини в Загребі. На факультеті ветеринарної медицини в Загребі він був деканом та протягом одного терміну заступником декана, і працював там до кінця свого життя. З 1922 по 1932 рік — професор судової медицини на Загребському медичному факультеті. У 1928 році він проводив анатомічний аналіз тіла хорватського політика Степана Радича після смерті останнього внаслідок вбивства в Белградській асамблеї.

### Друга Світова війна
Як відомий фахівець у галузі патологічної анатомії та судової медицини він був членом Міжнародної комісії з одинадцяти експертів, яка досліджувала братські могили у Вінниці на заході України з 12 по 15 липня 1943 року. Комісія науково встановила причину (постріл у потилицю) та час (1938) загибелі близько 2000 українських селян та робітників, убитих радянською владою. Про це Юрак написав статтю «Колективні могили у Вінниці», опубліковану в газеті «Хорватський народ» 25 липня 1943 року. Він також співпрацював у Хорватській енциклопедії, 1941—1945.

### Після Другої світової війни

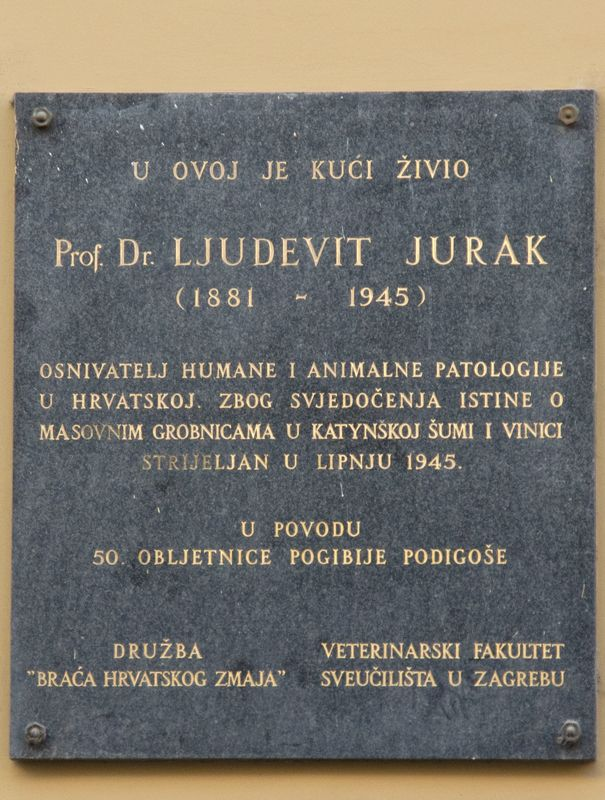
Меморіальна дошка на будинку Калліна на вулиці Гундулічева, де мешкав Людевіт Юрак.

Після Другої світової війни, 15 травня 1945 року, Юрак був заарештований новою комуністичною владою за наказом НКВС. В обмін на свободу йому запропонували зняти свій підпис із доповіді Міжнародної комісії щодо Вінниці та заявити, що він поставив його під примусом, але Юрак відмовився. Після відмови військовий суд Загребського міського командування засудив його 9 червня 1945 р. «за воєнні злочини» до смертної кари через розстріл, постійної втрати громадянської честі та конфіскації майна. За визначенням Комуністичної слідчої комісії, проф. доктор. Юрак був винен у приписуванні різанини у Вінниці «дружній радянській Росії» та «свідомо і зловмисно проводив пропаганду проти дружньої Радянської Росії». За деякими даними, його вбили ще до вироку суду. Вирок підписав сумнозвісний комуністичний діяч Владимир Раногаєць, відомий тим, що підписав сотні інших смертних вироків. 
На засіданні Сенату Загребського університету 15 вересня 1991 року було об'явлено про його реабілітацію.

## Пам'ять
- З 1990 року проводиться Міжнародний симпозіум порівняльної патології «Людевіт Юрак».[11]
- У 1998 році в пам'ять про професора Людевіта Юрака та його внесок у медицину, судову медицину та ветеринарію було засновано премію «Людевіт Юрак» за порівняльну патологію.[12]
- Його іменем було названо відділення патології клінічної лікарні сестер Милосердя.